# Tetuani
O tetuani (em árabe: تطوانى), tetauni ou tetuanês, é um dialeto derivado do ladino (judeu-espanhol) vernacular, que por sua vez é uma língua judaico-românica derivada do castelhano do século XVI. Era o dialeto dos judeus sefarditas de Orânia, na Argélia ocidental.
O nome provém da cidade de Tetuão, no noroeste de Marrocos, de onde alguns judeus de Orão eram originários. A memória da língua conserva-se atualmente sobretudo em Israel, para onde imigrou a maior parte das comunidades judias do Norte de África.
Além do tetuani, o judeu-espanhol deu origem a outras variantes locais, como o haquetía (ou haquetiya), o dialeto usado pelos megorachim (judeus de origem ibérica) instalados no norte de Marrocos.